# Eduardo Brazão (diplomata)
Eduardo Brazão (Lisboa, 1 de fevereiro de 1907 – Cascais, 7 de dezembro de 1987) foi um destacado diplomata e historiador português, reconhecido por integrar a cultura e a história na diplomacia portuguesa. 

## Biografia
Filho do ilustre e famoso ator de teatro Eduardo Brazão, sempre conviveu com o ambiente da cultura e do teatro desde cedo. No colégio de jesuítas de La Guardia, na Galiza, desenvolveu o seu interesse pela História e Literatura. Segue esse percurso e acaba por matricular-se no Curso de Direito, formando-se em 1929 pela Universidade de Coimbra. Na rua Nova da Trindade, em Lisboa, abre um escritório de advocacia e surge a perspectiva de seguir a carreira diplomática. 
Em 1932 escreve a História Diplomática de Portugal em dois volumes, seguido da obra Portugal no Congresso de Utrecht (1712-1715). Seguem-se outras importantes publicações entre 1933 e 1939: O Conde de Tarouca em Londres (1709-1710); Portugal no Continente Africano - A Questão Colonial Portuguesa na segunda metade do Sec.XIX; O casamento de D.Pedro II com a Princesa de Neuburg: documentos diplomáticos; D.João V e a Santa Sé: as relações diplomáticas de Portugal com o governo pontifício de 1706 a 1750; O casamento de D.João V; A restauração: relações diplomáticas de Portugal de 1640 a 1668; Relações externas de Portugal: reinado de D.João V; A política europeia no Extremo Oriente no século XIX e as nossas relações diplomáticas com a China; A Restauração: relações diplomáticas de Portugal de 1640 a 1668.
Foi admitido na Faculdade de Letras de Lisboa como lecturer e falhada a tentativa de criar um curso de História Diplomática, pela falta de apoio dos outros catedráticos, acabou por dar um ciclo de conferência sobre o tema a 26 de abril de 1934. Quatro anos mais tarde entra para a Academia Portuguesa de História. Finalmente em 1939, depois de longa espera, abrem novos concursos diplomáticos e acabou por não ser aprovado, frustando a sua primeira tentativa de ingressar na carreira diplomática. Em 1941, consegue uma bolsa pelo Instituto de Alta Cultura para estudar os arquivos do Vaticano em Roma. O primeiro contato que tinha tido com o Vaticano fora em 1925, no tempo de Pio XI, durante o Ano Santo quando partiu em peregrinação à Cidade Eterna. Nesse mesmo ano, o Ministério dos Negócios Estrangeiros abre um novo concurso e assim inicia oficialmente a sua carreira diplomática. Entra na carreira conjuntamente com Calvet de Magalhães e Franco Nogueira.

### Carreira diplomática
Eduardo Brazão é colocado inicialmente na repartição de negócios politicos, passando depois para a Cifra. Em 1945 desempenha funções de 2.° secretário da Embaixada de Portugal junto da Santa Sé. No ano seguinte, parte para Madrid para assumir novo posto. De 1946 a 1951 assume o posto de cônsul-geral em Hong Kong onde teve importantes iniciativas: valorização da comunidade portuguesa, ensino da língua nas escolas e a difusão da cultura portuguesa. Tentou ainda sem sucesso, a colocação de um prelado português à frente da diocese de Hong Kong e a instalação da Universidade Aurora em Macau. A próxima paragem foi como Encarregado de Negócios em Dublin, na Irlanda (1951-1954). No ano seguinte regressa a Portugal, como Chefe do Protocolo do Estado a convite de Paulo Cunha, ministro dos negócios estrangeiros. Seguiu-se uma breve passagem pelo SNI como Secretário Nacional da Informação, Cultura Popular e Turismo a convite do então Presidente do Conselho, Professor Marcello Caetano. Em 1958, regressa a Roma como ministro plenipotenciário de 1.a Classe. Em 1962, parte rumo ao Canadá, Ottawa, onde assume o posto de embaixador e, quatro anos mais tarde, como embaixador não residente na Costa Rica. Em 1967, assume o posto de embaixador na Bélgica e ainda o cargo de embaixador junto do Grão-Ducado do Luxemburgo. Encerra a carreira diplomática como embaixador junto da Santa Sé e da Ordem Soberana e Militar de Malta, entre 1968 e 1974.
Durante o seu percurso diplomático, Eduardo Brazão «procurou todas as informações possíveis sobre a diáspora portuguesa nos locais por onde passou no desempenho das suas funções, recolhendo tudo o que pudesse encontrar relativo à História de Portugal e seus heróis e nisso destaca-se da maioria dos seus colegas.»

## Obras de Eduardo Brazão[1]
- Memórias de Eduardo Brazão que seu filho compilou e Henrique Lopes de Mendonça prefacia - Duas edições para Portugal e uma para o Brasil - Lisboa, 1925.
- Telas (Contos) - Lisboa. 1925.
- Maria do mar (Novela), com ilustrações de Arlindo Vicente - Lisboa, 1928; 2 .• ed., EUA, 2014.
- História diplomática de Portugal, com um Prefácio do Prof. Moses Bensabat Amzalak - 1.0 vol. (1640-1815) - Lisboa, 1932; 2.0 vol. (1815-1834) -Lisboa, 1933.
- Portugal no Congresso de Utrecht (1712-1715) - Lisboa, 1934.
- A diplomacia da Restauração - Lisboa, 1934.
- Portugal no Continente Africano - A questão colonial portuguesa na segunda metade do século XIX - Lisboa, 1935.
- O casamento de D.Pedro II com a princesa de Neuburg - Coimbra, 1936.
- O conde de Tarouca em Londres (1709-1710) -Lisboa, 1936.
- A participação portuguesa nas conferências pacifistas de Haia - Lisboa, 1936.
- D. João V e a Santa Sé - As relações diplomáticas de Portugal com o governo Pontifício de 1706 a 1750 - Coimbra. 1937.
- A recepção da Rainha - Festas lisboetas no século XVII - Lisboa, 1937.
- O Casamento de D.João V - Lisboa, 1937.
- A política externa Europeia no século XIX e as nossas relações diplomáticas com a China - Porto, 1938
- Relações externas de Portugal - Reinado de D.João V - 2 vols. - Porto, 1938.
- A Restauração - Relações diplomáticas de Portugal de 1640 a 1668 - Lisboa, 1938.
- Relance da História Diplomática de Portugal - Porto, 1940.
- Alguns documento da Biblioteca da Ajuda sobre a Restauração - Lisboa, 1940.
- D. Afonso VI - Segundo um manuscrito da Biblioteca da Ajuda atribuído a António de Sousa de Macêdo - Porto, 1940.
- Os Jesuítas e a delimitação do Brasil de 1750 - Braga, 1940 (estudo publicado também nos Anais da Academia Portuguesa da História - 2.a série, vol. Ir, Lisboa, 1949).
- As expedições de Duclerc e Duguay-Trouin ao Rio de Janeiro - Lisboa, 1940.
- A importância da diplomacia na Restauração de Portugal em 1640 - Coimbra, 1940.
- A Restauração e as Colónias Portuguesas - Lisboa, 1940.
- Colecção de Concordatas estabelecidas entre Portugal e a Santa Sé de 1238 a 1940 - Lisboa, 1941.
- Relação que Contarini escreveu da sua embaixada em Espanha - encontrada entre os papéis do Plenipotenciário português José de Faria - Madrid, 1942.
- A acção diplomática de Portugal no Congresso de Vestefália - Lisboa, 1942.
- Os mouros ao serviço da restauração - Lisboa, 1943.
- Subsídios para a história do Patriarcado de Lisboa (1716-1740) - Porto, 1943.
- Os quarenta mártires do Brasil - relação da Biblioteca da Ajuda sobre o martírio do padre Inácio de Azevedo e seus companheiros - Coimbra, 1943.
- Diário de D.Francisco Xavier de Menezes, 4° Conde de Ericeira (1731-1733) - Coimbra, 1943.
- D. João V - Subsídios para a história do seu reinado - Porto, 1946.
- A missão a Roma do Bispo de Lamego - Coimbra, 1947.
- Apontamentos para a história das relações diplomáticas de Portugal com a China (1516-1753) - Lisboa, 1949.
- Em demanda do Cataio - A viagem de Bento de Goes à China (1603-1607) - Lisboa, 1954; 2 .• ed., Lisboa, 1969.
- Uma velha aliança - Lisboa, 1955 (deste trabalho foi publicada uma edição inglesa, com o titulo The Anglo-Portuguese Alliance -Londres, 1957).
- Macau, cidade do nome de Deus na China, não há outra mais leal - Lisboa, 1957.
- L'Unificazione italiana vista dai diplomatici Portoghesi (1848-1870), com um Prefácio do Prof. Alberto M. Ghisalberti, Director da Faculdade de Letras de Roma. - 2 vols. - Roma, 1962. (Edição portuguesa desta obra com o título A unificacão de Itália vista pelos diplomatas portugueses, com o mesmo Prefácio - 2 vols. - Coimbra, 1963 e 1966).
- O Conclave de 1903 e o veto de exclusão - Lisboa, 1962.
- La découverte de Terre Neuve, com um Prefácio do Prof. Pierre Dagenais, Director da Faculdade de Letras da Universidade de Montréal (Canadá) - Montreal, 1964. (Deste trabalho fez-se uma edição portuguesa com o título A descoberta da Terra Nova - Lisboa, 1964).
- Os Corte Reais e o Novo Mundo - Lisboa, 1965. (Desta obra publicou-se uma edição em inglês, com o título The Corte Real Family and The New World - Lisboa, mesma data; também em francês, com o título Les Corte Real et le Nouveau Monde - Montreal. 1965 e Lisboa, 1967).
- Os descobrimentos portugueses nas histórias do Canadá - Lisboa, 1969.
- Portugal na Bélgica - de Filipe de Alsácia a Leopoldo I - Lisboa, 1969. (Desta obra fez-se uma edição em francês, com o título Presénce du Portugal en Belgique -  Philippe  D'Alsalce à Leopold I, com um Prefácio do Prof. Visconde Charles de Terlinden, da Universidade de Louvain - Lisboa, 1970.
- Relacões diplomáticas de Portugal com a Santa Sé  - um ano dramático (1848) - Lisboa, 1969.
- Relacões diplomáticas de Portugal com a Santa Sé - a queda de Roma (1870) - Lisboa, 1970.
- Relacões diplomáticas de Portugal com a Santa Sé - a morte de Pio IX e a preparação dum novo pontificado (1878) - Lisboa, 1971.
- Relacões diplomáticas de Portugal com a Santa Sé - o reconhecimento do Rei D.Miguel I (1831) - Lisboa, 1972.
- Relacões diplomáticas de Portugal com a Santa Sé - da Revolução Francesa a Bonaparte (1790- -1803) - 3 vols. - Lisboa, 1973.
- Relacões diplomáticas de Portugal com a Santa Sé - de Bonaparte a Napoleão I (1803-1805) - Lisboa, 1974.
- A igreja matriz de Loures e os Templários - Lisboa, 1975.
- Portugal e a Santa Sé - Lisboa, 1976.
- Memorial de D.Quixote, Cascais, 1976; 2 .• ed., EUA, 2014.